# Томислав Бадовинац
Томислав Бадовинац (Куманово, 24. јануар 1934) био је југословенски економиста и друштвено-политички радник.

## Биографија
Рођен 1934. године у Куманову, где му је отац службовао у својству службеника финансијске контроле. Премештен је, 1939. године, у Вргинмост (Кордун), затим у Јастребарско, где је 1940/1941 започео основну школу. Са оцем је посматрао улазак Немаца, 6. априла 1941. године и након очевог коментара: "Нека иду, ишли су и 1914. године, али су знали куда ће се вратити, али овог пута неће знати куда ће", што је чуо неки легионар у немачкој униформи, те су се због тога нашли пред стрељачких стројем. У тренутку кад су већ подигнуте пушке наишао је познати адвокат др. Бранковић, усташки таборник, карташки пријатељ Томислављевог оца, који их је спасио. Након тога је Томислављев отац, поново, по казни премештен у Каље (Жумберак). 1942. године сусрећу се са првим партизанским формацијама са којима је Томислављев отац успоставио везу, а Томислава су користили за задатке који су били примерени њему, по узрасту и годинама. Убрзо су премештени у Лупињак (Хрватско Загорје). Током 1942. и 1943, док му је отац био у служби, био је ангажован на пословима теренца заједно са Конрадом Фагетом, кога су усташе мучиле и убили, после чега му је отац отишао у партизане, јер је постојала опасност од откривања. Једино је знао за завереничке везе и тако заменио оца и обављао задатке теренца под псеудонимом Нежмахена Стјепана (Крапина). Школске године 1945/1946. уписао се у Гимназију у Крапини. Прве године је пешачио из Лупињака у Крапину, да би идуће године био смештен у ђачки дом. Завршио је Гимназију и матурирао у Крапини 1953. године и уписао на Економски факултет у Загребу. Активно је радио у омладинској организацији од школског комитета до члана Председништва ЦК НОХ, а у студентској организацији, од факултета до Председника Савеза студената Свеучилишног одбора Загреб, 1958. године, те до потпредседника Централног одбора Савеза студената Југославије. Учествовао је готово на свим омладинским радним акцијама на свим позицијама, од бригадира до команданта Главног штаба на изградњи ауто-пута од Грделице до Скопља 1961. године. На основу целокупне активности у омладинској и студентској организацији изабран је за Председника ЦК НОЈ, од 1962. до 1968. године. После тога више никад није професионално радио у политичким организацијама, већ само волонтерски, због жеље да се посветити струци. Од 1963. до 1967. године био је посланик Скупштине СФРЈ. Од 1964. до 1968. и од 1974. до 1978. године био је члан ЦК СКЈ, затим од 1982. до 1986, а од 1986. до 1989. године и члан Председништва ЦК СКХ. Од 1968. до 1978. године радио је у Народној банци Југославије, готово на свим стручним пословима, све до Генералног директора, од 1972. године. Уз рад је завршио постдипломске студије и магистрирао у Скопју 1970. године. Студирао је монетарно-квантитативне анализе и завршио докторске студије у Сједињене Америчке Државе на Државном Универзитету у Флориди, те докторирао 1972. године и у Београду на Факултету политичких наука. Изабран је за професора за финансије и истраживача у Институту на Универзитету Флорида, 1974. године. Од 1978. до 1982. године био је делегат у Већу република и покрајина Скупштине СФРЈ у одбору за кредитно-монетарни систем и обављао је дужност шефа хрватске делегације у Скупштини СФРЈ. Од 1982. до 1984. године обављао је дужност Председника Привредне банке Загреб са задатком санирања неликвидности банке, која је била проглашена несолвентном и неликвидном. Истовремено је од 1983. године организовао и формирао Удружену банку Хрватске, у којој је обављао функцију председника банке од 1984. године до 14. септембра 1989. године, кад је поднео оставку. Од 1. јануара 1990. године, радио је у Народној банци Хрватске, као виши саветник гувернера, да би након тога, убрзо, био умировљен. Објављивао је расправе у стручним часописима и држао предавања на постдипломским студијима, такође је суделовао на округлим столовима, трибинама и друго.
Носилац је знатног броја домаћих и страних одликовања.
На оснивачкој скупштини Друштва "Јосип Броз Тито" 25. маја 1996. изабран је за председника, а затим формирањем Савеза друштава „Јосип Броз Тито“ Хрватске постао сам његов председник, на којој функцији се и данас налази.